# Chinomethionat
Chinomethionat ist eine chemische Verbindung aus der Gruppe der Dithiocarbonate und ein Chinoxalinderivat.

## Gewinnung und Darstellung
Chinomethionat kann durch Reaktion von 2,3-Dichlor-6-methylchinoxalin mit Natriumhydrogensulfid und weitere Reaktion des entstehenden Zwischenproduktes 6-Methyl-2,3-chinoxalindithiol mit Phosgen gewonnen werden.

## Eigenschaften
Chinomethionat ist ein gelber brennbarer Feststoff, welcher praktisch unlöslich in Wasser ist.

## Verwendung
Chinomethionat wurde 1960 entwickelt und wird als Akarizid, Insektizid und Fungizid verwendet. Es wird gegen Mehltau und Spinnmilben an Obst, Zierpflanzen, Kürbissen, Baumwolle, Kaffee usw. eingesetzt.

## Zulassung
In den EU-Staaten wie Deutschland und Österreich sowie in der Schweiz ist kein Pflanzenschutzmittel zugelassen, das diesen Wirkstoff enthält.